# Lista de canções de Natal
Uma canção de Natal é uma música cuja letra desenvolve a temática do Natal ou que se tenha associado com a época natalícia ainda que a sua letra não refira essa festividade. Ambos os tipos são incluídos nesta lista.
Em Portugal pode ser considerada uma canção de Natal qualquer música pertencente ao "ciclo dos doze dias" (do Natal aos Reis), incluindo cantigas interpretadas nas tradicionais Janeiras e Reisadas.
Esta lista está organizada de acordo com o país de origem da canção.

## Brasil
| Nome                                                                        | Autoria                                 | Datação    | Notas |
| --------------------------------------------------------------------------- | --------------------------------------- | ---------- | --- |
| "Boas Festas" (Anoiteceu, o sino gemeu)                                     | Assis Valente                           | 1932       | |
| "Borboleta do Natal"                                                        | Tradicional                             | séc. XIX   | Geralmente interpretada com melodia de "Maricota, sai da chuva" |
| "Entrai, entrai, pastorinhas"                                               | Tradicional                             | séc. XVIII | De origem portuguesa |
| "Fim de Ano"                                                                | David Nasser e Francisco Alves          | 1951       | |
| "Matais de incêndios"                                                       | António Marques Lésbio?                 | séc. XVII  | Vilancico barroco |
| "Natal das Crianças"                                                        | Blecaute                                | 1955       | |
| "Noite Azul"                                                                | Orestes Barbosa                         |            | |
| "O Natal Existe (Bom Natal)" (Quero ver você não chorar)                    | Edison Borges de Abrantes, o Passarinho | 1971       | Nasceu como jingle do extinto Banco Nacional e hoje é usado pelas Lojas Marabraz, na voz de Zezé di Camargo e Luciano |
| "O Velhinho", "O Bom Velhinho", "Botei Meu Sapatinho", "Sapatinho de Natal" | Octávio Babo Filho                      |            | “O Velhinho” (valsa, 1953) – Otávio Babo Filho Otávio Babo Filho está longe de ser tão conhecido como seu primo, o celebradíssimo compositor Lamartine Babo, um dos maiores da música brasileira. Ainda assim, é do advogado Octávio Babo Filho uma das músicas mais conhecidas por todos os brasileiros, a valsa natalina “O Velhinho”, também conhecida como “O Bom Velhinho”, foi gravada em 1953, em um dueto de João Dias e Edith Falcão, com acompanhamento da orquestra de Oswaldo Borba, e nunca mais deixou de estar presente nas celebrações natalinas dos brasileiros. Apresentada em um concurso natalino, a música tirou o terceiro lugar, mas foi campeã na aprovação popular. Por ser tão popular, alguns reivindicaram sua autoria, e muitos até alteraram seu título original. Não é difícil encontrar essa canção com os nomes “Sapatinho de Natal” e “Botei Meu Sapatinho’. Mas não se pode deixar de dar créditos ao verdadeiro e único autor desta valsa que se incorporou ao Natal Brasileiro. |

## Portugal

### Natais
| Nome                                                                      | Autoria                                                                       | Datação                                   | Notas                                                             |
| ------------------------------------------------------------------------- | ----------------------------------------------------------------------------- | ----------------------------------------- | ----------------------------------------------------------------- |
| "A Belén me voy" (A Belen me voi)                                         | Anónimo                                                                       | pub. 1490-1575 (música)                   | Letra no Cancioneiro de Juromenha, música no Cancioneiro de Elvas |
| "A lua vai tanto alta"                                                    | Tradicional (Açores – S. Jorge, letra) Tradicional (Trás-os-Montes, música)?  | séc. XVI (letra)                          | harm. de Lopes-Graça                                              |
| "À ordem de César" (Por ordem de César)                                   | Tradicional (Alto Douro)                                                      | col. c. 1933                              | harm. de Lopes-Graça                                              |
| "A todos um Bom Natal"                                                    | César Batalha (música) Lúcia Carvalho (letra)                                 | 1980                                      |                                                                   |
| "Acordai, pastorinhas"                                                    | Tradicional (Beira Litoral – Coimbra)                                         | pub. 1913                                 | harm. de Lopes-Graça                                              |
| "Ah, meu Menino Jesus, que é da Vossa camisinha?"                         | Tradicional (Madeira)                                                         | pub. 1956 (letra)                         | harm. de Croner Vasconcelos                                       |
| "Ay mi Dios" (Ai meu Deus)                                                | Pedro de Cristo                                                               | pub. 1570-1589                            |                                                                   |
| "Airecillos mansos"                                                       | António Marques Lésbio                                                        | c. 1681                                   | Adaptada a uma outra melodia em 1976                              |
| "Andai ao portal, pastores"                                               | Anónimo do Mosteiro de Santa Cruz                                             | séc. XVII                                 |                                                                   |
| "Andorinha gloriosa"                                                      | Tradicional (Beira Litoral – Figueira da Foz)                                 | séc. XVI (letra)                          |                                                                   |
| "Antonya, Flaciquia, Gasipà" (Antónia, Francisca, Gaspar)                 | Filipe da Madre de Deus                                                       | séc. XVII                                 |                                                                   |
| "Bastião, Bastião"                                                        | Anónimo do Mosteiro de Santa Cruz                                             | séc. XVII                                 |                                                                   |
| "Beijai o Menino" (Adoração do Menino)                                    | Tradicional (Trás-os-Montes – Miranda do Douro)                               | col. 1932-1933                            | harm. de Lopes-Graça                                              |
| "Belo Infante dos meus olhos"                                             | Tradicional (Madeira – Boa Ventura)                                           | séc. XV-XVI?                              | harm. de Eurico Carrapatoso                                       |
| "Bendito do Natal"                                                        | Tradicional (Trás-os-Montes)                                                  | pub. 1959                                 | harm. de Lopes-Graça                                              |
| "Botai fora do portal" (Botay fora do portal)                             | Gaspar Fernandes                                                              | c. 1616                                   |                                                                   |
| "Branca estais colorada" (Branca estais e colorada)                       | Gil Vicente (letra) Vários (música)                                           | 1527 (letra) séc. XX-XXI (música)         | Do "Auto da Feira"                                                |
| "Caminhavam p'ra Belém"                                                   | Tradicional (Beira Baixa – Mação)                                             | pub. 1921                                 |                                                                   |
| "Caminhando vai José"                                                     | Tradicional (Trás-os-Montes – Vila Real)                                      | séc. XVI (letra)                          | harm. de Fernando Lapa                                            |
| "Cantem, cantem os anjos"                                                 | Manuel Ferreira de Faria (música) J. A. Alves (letra)                         | 1957                                      |                                                                   |
| "Chora o sol, a aurora ri" (Chora o Sol, a Aurora rìe)                    | Anónimo                                                                       | pub. 1490-1550 (música) pub. 1671 (letra) | Música no Cancioneiro de Paris                                    |
| "Como estais tão galantinho" (O Menino está deitado)                      | Tradicional (Alto Alentejo – Elvas)                                           | séc. XVIII-XIX                            | harm. de Lopes-Graça harm. de Croner Vasconcelos                  |
| "Confusa, perdida"                                                        | Tradicional (Beira Litoral)                                                   | pub. 1919                                 | harm. de Lopes-Graça                                              |
| "Conto do Natal" (Natal de Cardigos)                                      | Tradicional (Beira Baixa – Cardigos)                                          | séc. XV-XVI (letra)                       | harm. de Croner Vasconcelos                                       |
| "Da serra veio um pastor"                                                 | Tradicional (Madeira)                                                         | pub. 1880                                 | harm. de Lopes-Graça                                              |
| "D'allá d'encima del cielo" (De lá de cima do céu)                        | Anónimo                                                                       | pub. 1490-1550                            | No Cancioneiro de Paris                                           |
| "Dejen que llore mi Niño" (Deixem que chore o meu Menino)                 | António Marques Lésbio                                                        | c. 1689                                   |                                                                   |
| "Deus Menino de Pias" (Ó meu Menino)                                      | Tradicional (Baixo Alentejo – Pias e S. Matias)                               | séc. XVIII?                               | harm. de Eurico Carrapatoso                                       |
| "Di, pues vienes de Belén" (Diz, pois vens de Belém)                      | Diogo Bernardes (letra) Anónimo (música)                                      | 1594 (letra)                              | Melodia no Cancioneiro de Paris                                   |
| "Do tronco nasceu a rama"                                                 | Tradicional (Baixo Alentejo – Safara)                                         | séc. XVI (letra)                          |                                                                   |
| "Do varão nasceu a vara"                                                  | Tradicional (Beira Litoral, letra) Tradicional (França – Languedoque, música) | séc. XVI (letra) séc. XVI (música)        | harm. de Lopes-Graça                                              |
| "É Natal, os sinos estão tocando"                                         | Artur Ribeiro (música) Fernando Farinha (letra)                               | 1963                                      |                                                                   |
| "En un portal derribado" (Numa humilde lapa)                              | Anónimo do Mosteiro de Santa Cruz                                             | séc. XVII                                 | Plurilingue.                                                      |
| "Entrai, pastores, entrai" (Natal de Peroguarda)                          | Tradicional (Baixo Alentejo – Peroguarda)                                     | col. 1966                                 |                                                                   |
| "Es nasçido" (Nasceu!)                                                    | Pedro de Cristo                                                               | pub. 1570-1589                            |                                                                   |
| "Esta noite, à meia-noite"                                                | Tradicional (Beira Litoral – Coimbra)                                         | col. 1882                                 | harm. de Lopes-Graça                                              |
| "Eu hei de dar ao Menino" (Não façam bulha ao Deus Menino)                | Tradicional (Alto Alentejo – Évora)                                           | séc. XVIII (letra)                        | harm. de Lopes-Graça harm. de Croner Vasconcelos                  |
| "Eu hei de m'ir ao presépio" (Natal de Elvas)                             | Tradicional (Alto Alentejo – Elvas)                                           | séc. XIX-XX                               | harm. de Sampayo Ribeiro harm. de Fernando Lapa                   |
| "Grande e lisonjeira nova"                                                | Tradicional (Douro Litoral – Maia)                                            | pub. 1900                                 |                                                                   |
| "História antiga" (Era uma vez lá na Judeia)                              | César Batalha (música) Miguel Torga (letra)                                   | 1937 (letra) 1981 (música)                |                                                                   |
| "José e Maria"                                                            | Tradicional (Trás-os-Montes)                                                  | pub. 1959                                 | harm. de Lopes-Graça                                              |
| "José embala o Menino"                                                    | Tradicional (Beira Baixa – Monsanto)                                          | pub. 1947                                 | harm. de Eurico Carrapatoso                                       |
| "Linda noite de Natal"                                                    | Tradicional (Algarve)                                                         | séc. XVI (letra)                          | harm. de David Sequeira                                           |
| "Loa alentejana"                                                          | Tradicional (Alto Alentejo – Évora)                                           | séc. XVIII (letra)                        | harm. de Croner Vasconcelos                                       |
| "Louvai nos per Deos" (Alleluia per nosse Senhor)                         | Tradicional (Ceilão – Galle)                                                  | séc. XVI                                  |                                                                   |
| "Meia-noite dada"                                                         | Tradicional (Madeira)                                                         | séc. XV-XVI                               |                                                                   |
| "Menino Jesus à lapa" (Menino Jesus da lapa)                              | Tradicional (Beira Alta)                                                      | pub. 1919                                 |                                                                   |
| "Menino Jesus, que é da Vossa camisinha?"                                 | Tradicional (Alentejo)                                                        | pub. 1939                                 | harm. de Sampayo Ribeiro                                          |
| "Nasçam os amores"                                                        | Amália Rodrigues (letra) Carlos Gonçalves (música)                            | 1981                                      |                                                                   |
| "Nasceu, já nasceu" (Menino da Vidigueira)                                | Tradicional (Baixo Alentejo – Vidigueira)                                     | pub. 1940                                 | harm. de Lopes-Graça                                              |
| "Nasceu, nasceu, pastores"                                                | Tradicional (Espanha)                                                         | 1700-1725                                 | harm. de Sampayo Ribeiro                                          |
| "Natal africano"                                                          | Tradicional (Moçambique – Lourenço Marques)                                   | séc. XX?                                  |                                                                   |
| "Natal cigano" (Arre burriquito)                                          | Tradicional (Alto Alentejo – Pardais)                                         | séc. XVII-XVIII (letra)                   | harm. de Sampayo Ribeiro                                          |
| "Natal da Aldeia Nova de São Bento"                                       | Tradicional (Baixo Alentejo – V.N. S. Bento)                                  | séc. XVII                                 | harm. de Sampayo Ribeiro                                          |
| "Natal da Índia Portuguesa" (Vamos a Belém)                               | Tradicional (Índia Portuguesa – Goa)                                          | séc. XVIII                                | harm. de Sampayo Ribeiro                                          |
| "Natal de Alferrarede" (Ó pastores, pastorinhos)                          | Tradicional (Ribatejo – Alferrarede)                                          | pub. 1646 (letra)                         | harm. de Sampayo Ribeiro                                          |
| "Natal de Linhares" (Alegrem-se os Céus e a Terra)                        | Tradicional (Beira Baixa, Linhares)                                           | séc. XVIII                                | harm. de Sampayo Ribeiro harm. de Fernando Lapa                   |
| "Negrinho tirai-vos lá" (Negrinho tiray vos la)                           | Gaspar Fernandes                                                              | c. 1610                                   |                                                                   |
| "Nom tendes cama, bom Jesu, não" (Não tendes cama, bom Jesus, não)        | Anónimo                                                                       | pub. 1490-1550                            | No Cancioneiro de Paris                                           |
| "Nossa Senhora faz meia"                                                  | António Nobre (letra) Tradicional (Alto Alentejo – Elvas, música)             | 1890 (letra) col. 1932-1935 (música)      |                                                                   |
| "O galo bateu as asas" "A Virgem Nossa Senhora"                           | Tradicional (Açores – S. Jorge)                                               | pub. 1869                                 |                                                                   |
| "Ó Infante suavíssimo"                                                    | Manuel José (letra) Tradicional (música)                                      | 1762 (letra)                              |                                                                   |
| "Ó Jesus Menino, mal agasalhado" (O Menino nas palhas)                    | Tradicional (Beira Baixa)                                                     | pub. 1948                                 | harm. de Lopes-Graça                                              |
| "O Menino está com frio" (Em Belém, o Salvador)                           | Tradicional (Ribatejo)                                                        | 1495-1557                                 | harm. de Lopes-Graça harm. de Sampayo Ribeiro                     |
| "O Menino está dormindo" (Natal de Évora)                                 | Tradicional (Alto Alentejo – Évora)                                           | séc. XVIII-XIX                            | harm. de Sampayo Ribeiro                                          |
| "O Menino está na neve"                                                   | Tradicional (Baixo Alentejo – Serpa)                                          | séc. XVI (letra)?                         |                                                                   |
| "Ó meu Menino Jesus"                                                      | Tradicional (Beira Alta e Litoral)                                            | pub. 1913                                 | harm. de Lopes-Graça                                              |
| "Ó meu Menino Jesus"                                                      | Tradicional (Alto Alentejo – Campo Maior)                                     | col. c. 1970                              |                                                                   |
| "Ó meu Menino Jesus" "Linda noite a do Natal"                             | Tradicional (Beira Baixa – Mação)                                             | pub. 1921                                 |                                                                   |
| "Ó meu Menino tão lindo"                                                  | Manuel José (letra) Tradicional (Minho, música)                               | 1762 (letra)                              |                                                                   |
| "Oh bento airoso"                                                         | Tradicional (Trás-os-Montes – Paradela)                                       | séc. XV-XVI (letra)                       | harm. de Eurico Carrapatoso                                       |
| "Olá plimo Bacião"                                                        | Anónimo do Mosteiro de Santa Cruz                                             | séc. XVII                                 |                                                                   |
| "Olá zente que aqui samo"                                                 | Anónimo do Mosteiro de Santa Cruz                                             | séc. XVII                                 |                                                                   |
| "Olé, rapazes pimpões"                                                    | Tradicional (Beira Litoral – Figueira da Foz)                                 | pub. 1913                                 | harm. de Lopes-Graça                                              |
| "Olhei para o céu" (Natal de Elvas, Eu hei de dar ao Menino)              | Tradicional (Alto Alentejo – Elvas)                                           | séc. XVIII                                | harm. de Sampayo Ribeiro harm. de Croner Vasconcelos              |
| "Os pastores, em Belém"                                                   | Tradicional (Alto Douro – Foz Coa)                                            | pub. 1926                                 | harm. de Lopes-Graça                                              |
| "Pastores do verde prado"                                                 | Tradicional (Alto Alentejo – Alpalhão)                                        | séc. XVIII                                |                                                                   |
| "Pastores que andais na serra" (Anjos e arcanjos em Jerusalém)            | Tradicional (Trás-os-Montes)                                                  | col. 1955                                 | harm. de Fernando Lapa                                            |
| "Pastorinhas do deserto"                                                  | Tradicional (Ribatejo)                                                        | col. 1897                                 | harm. de Lopes-Graça                                              |
| "Pela Noite de Natal"                                                     | Tradicional (Alentejo e Beira Baixa)                                          | séc. XVI (letra)                          | harm. de Lopes-Graça                                              |
| "Pois com tanta graça bela" (Pois con tanta graça bela)                   | Gaspar Fernandes (música) Juan de Luque (letra)                               | pub. 1608 (letra) c. 1620 (música)        |                                                                   |
| "Pues a Dios humano vemos" (Pois que Deus humano vemos)                   | Anónimo                                                                       | pub. 1525-1575                            | No Cancioneiro de Belém                                           |
| "Quem é a desposada?"                                                     | Gil Vicente (letra) Frederico de Freitas (música)                             | 1523 (letra) 1971 (música)                | Do "Auto Pastoril Português"                                      |
| "Quem viu um menino belo"                                                 | António Marques Lésbio                                                        | séc. XVII                                 |                                                                   |
| "Quiso nuestro Dios eterno" (Quis o nosso Deus eterno)                    | Anónimo                                                                       | pub. 1490-1533                            | No Cancioneiro de Lisboa                                          |
| "Remando vão remadores"                                                   | Gil Vicente (letra) Frederico de Freitas (música)                             | 1518 (letra) 1971 (música)                | Do "Auto da Barca do Purgatório"                                  |
| "Ro, ro, ro, Nuestro Dios y Redentor" (Ro, ro, ro, Nosso Deus e Redentor) | Gil Vicente (letra) Joaquín Nin-Culmell (música)                              | 1513 (letra) 1955 (música)                | Do "Auto da Sibila Cassandra"                                     |
| "Roxozinho está deitado" (Visitação do Menino)                            | Tradicional (Beira Baixa – Carvoeiro)                                         | pub. 1889 (letra)                         | harm. de Lopes-Graça                                              |
| "Sã qui turo zente pleta"                                                 | Anónimo do Mosteiro de Santa Cruz                                             | 1643                                      |                                                                   |
| "Senhora del mundo" (Senhora do mundo)                                    | Anónimo                                                                       | pub. 1490-1550                            | No Cancioneiro de Paris                                           |
| "Serão da Virgem" (Nossa Senhora faz meia)                                | João Linhares Barbosa (letra) Francisco Viana (música)                        | c. 1954                                   |                                                                   |
| "Sou cigana"                                                              | Tradicional (Alto Alentejo – Elvas)                                           | séc. XVII-XVIII                           | harm. de Croner Vasconcelos                                       |
| "Tírale flechas" (Zagalejo hermoso)                                       | Francisco de Santiago                                                         | c. 1627                                   |                                                                   |
| "Toquem as sonajas" (Toquen as sonajas)                                   | Gaspar Fernandes                                                              | c. 1609                                   |                                                                   |
| "Tú me digas alma mía" (Diz-me tu minha alma)                             | Anónimo                                                                       | pub. 1490-1550                            | No Cancioneiro de Paris                                           |
| "Un suspiro dio María" (Um suspiro deu Maria)                             | Diogo Bernardes (letra) Anónimo (música)                                      | 1594 (letra)                              | Melodia no Metodo mui facilissimo (1626) de Luis de Briceño       |
| "Valentão dos meus olhos"                                                 | Filipe da Madre de Deus                                                       | c. 1680                                   |                                                                   |
| "Vi o Menino Jesus"                                                       | Amália Rodrigues (letra) Carlos Gonçalves (música)                            | 1981                                      |                                                                   |
| "Vinde, vinde já, ó Deus" (Em Vosso louvor cantemos)                      | Tradicional (Beira Baixa – Casegas)                                           | pub. 1937                                 | harm. de Lopes-Graça                                              |

### Janeiras
- Acordai, se estais dormindo (Amêndoa, Beira Baixa)
- As janeiras não se cantam
- Bons anos e anos bons (Açores)
- Deus lhe dê cá as boas-festas (Alguber, Estremadura)[24]
- Deus lhe dê cá boas-noites (Penha Garcia, Beira Baixa)
- Estas casas são mui altas (Monsanto, Beira Baixa)
- Hoje é dia de janeiro
- Moradoras desta casa (Cardigos, Beira Baixa)
- Naquela relvinha que o vento gelou / Inda agora aqui cheguei (Beira Baixa)
- Natal dos Simples de José Afonso
- Quem diremos nós que viva (Barqueiros, Trás-os-Montes)
- Vimos dar as boas-festas (Estômbar, Algarve)
- Janeiras (Videmonte, Guarda)

### Reis
- Acordai, senhora (S. Martinho, Madeira)
- Ai, acabadas são as festas (Canas de Senhorim, Beira Alta)
- Aqui vos venho cantar (Coimbra, Beira Litoral)[13]
- Avisados de uma estrela:
  - Das partes do Oriente (Mação, Beira Baixa)
  - Partiram'nos três Reis Magnos (Alenquer, Estremadura)
- Entrai, entrai, pastorinhos / A pombinha vai voando / Bem pudera Deus nascer
- Ó da casa, cavalheira (Nespereira, Beira Alta)
- Olha a barca brasileira
- Quem são os três cavaleiros
- Quem vos vem dar boas-festas (Tuizelo, Trás-os-Montes)
- São chegados os três Reis
  - Partidos são de Oriente (Miranda do Douro, Trás-os-Montes)
- Vamos ver a barca nova
- Vimos dar as boas festas (Alvoco da Serra, Beira Alta)
- Vimos-lhe cantar os Reis (Vila Verde, Minho)